# Jost Raba
Jost Raba (* 17. August 1900 in Freising; † 12. Februar 2000) war ein deutscher Geiger und Musikpädagoge.

## Leben

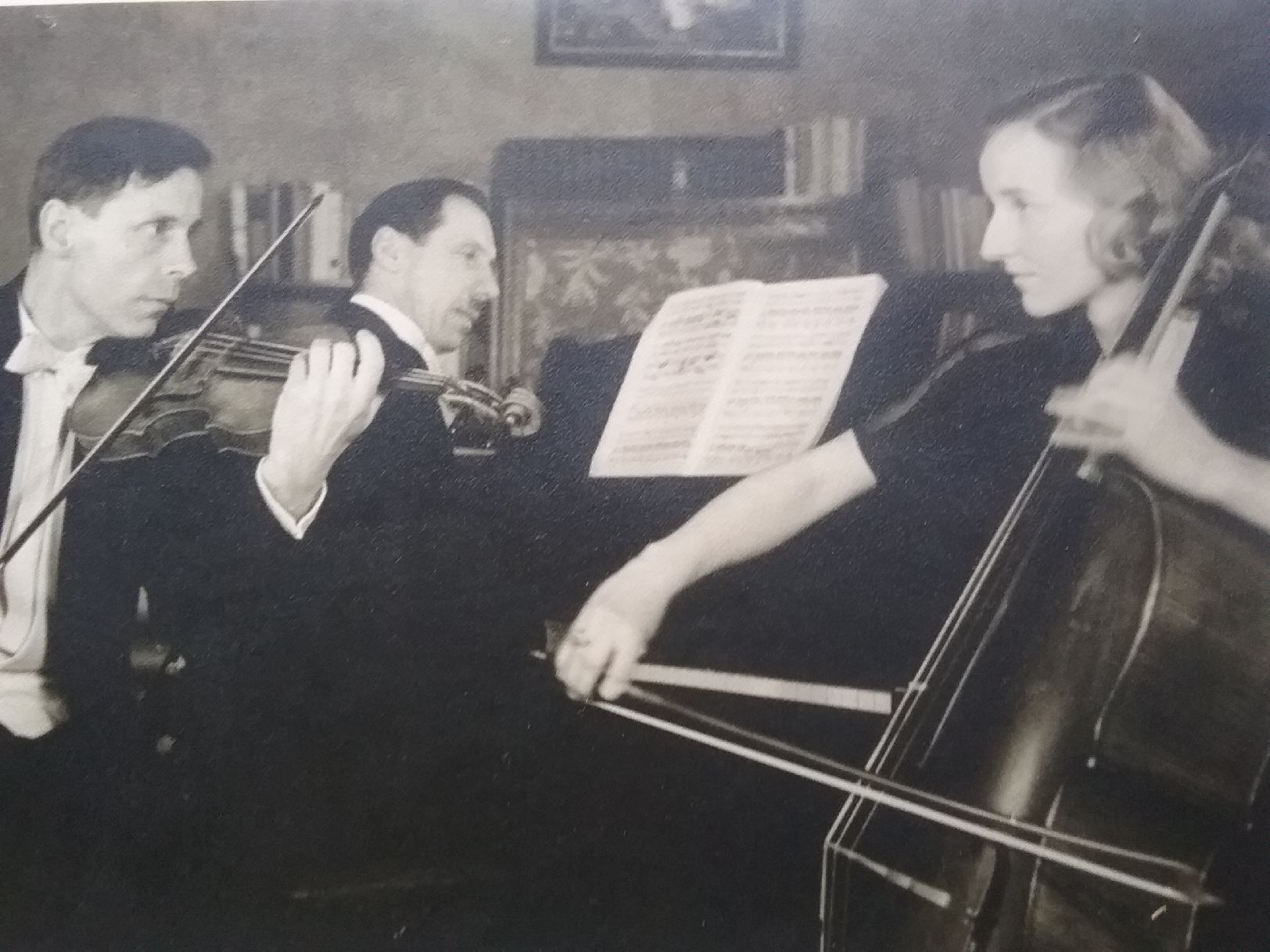
Raba-Trio mit Jost Raba, Violine und Inge Raba, Cello

Raba wurde 1900 als Sohn des Handelsvertreters Emil Raba und dessen Frau Lina in Freising geboren. Er besuchte das Gymnasium in Augsburg und studierte an der Ludwig-Maximilians-Universität München. Von 1917 bis 1920 wurde er von Johann Slunicko in Augsburg unterrichtet. Von 1920 bis 1925 studierte er Violine bei Alexander Petschnikoff und Felix Berber an der Münchner Akademie für Tonkunst, in deren Orchester er von 1921 bis 1925 als Konzertmeister spielte.
Nach Studienabschluss wurde Raba Lehrer für Violine und Kammermusik am Städtischen Konservatorium in Augsburg. Parallel dazu wirkte er solistisch und kammermusikalisch, u. a. im Raba-Quartett (1924–1934) und im Strub-Quartett (1934–1938). Von 1932 bis 1935 war er freiberuflich tätig und war ab 1932 Konzertmeister des Kammerorchesters Schmid-Lindner in München. 1935 wurde er Erster Konzertmeister beim Orchester des Deutschlandsenders. 
Ab 1936 unterrichtete Raba an der Staatlichen Hochschule für Musik Berlin und konnte deshalb während des Zweiten Weltkriegs trotz eines Einberufungsbefehls vom 20. Oktober 1940 zurückgestellt werden. Ab 1942 übernahm er an dieser Hochschule eine hauptamtliche Lehrstelle bzw. Professur. 1946 wurde er Professor an der Staatlichen Hochschule für Musik München. Zu seinen Schülern gehörte u. a. Willi Leininger. Ab 1948 spielte er im Raba-Trio.
Raba war mit der Cellistin Inge Raba verheiratet und lebte in Murnau-Hechendorf. Sein Sohn Peter Raba (* 1936) ist Fotograf.

## Schriften (Auswahl)
- Fundamentale Violintechnik. Eine Sammlung von Meisteretüden mit Beiträgen aus der Violin-Methodik. Hrsg. mit Franz Moser. Hieber, München 1953.